# Метабетшуан Лак а ла Кроа (Квебек)
Метабетшуан Лак а ла Кроа (фр. Métabetchouan--Lac-à-la-Croix) је град у Канади у покрајини Квебек. Према резултатима пописа 2011. у граду је живело 4.097 становника.

## Становништво
Према резултатима пописа становништва из 2011. у граду је живело 4.097 становника, што је за 0,3% више у односу на попис из 2006. када је регистровано 4.084 житеља.
| 2006. | 2011. |
| ----- | ----- |
| 4.084 | 4.097 |